# Institut für Feinmotorik
Institut für Feinmotorik (IFF) ist eine  deutsch-schweizerische Kunstgruppe, die ihren Schwerpunkt im Bereich akustische Kunst und Musik hat. Sie besteht aus Marc Matter, Daniel van den Eijkel, und Florian Meyer besteht. Gründungsmitglied Mark Brüderle hat die Gruppe mittlerweile verlassen. Zeitweilig war Melani Wratil beteiligt (bei einzelnen Live-Auftritten sowie auf dem Album „Penetrans“ von 2011).
Die 1997 gegründete Gruppe wurde vor allem durch ihr Album „Penetrans“ von 2002 bekannt, das vollständig mit präparierten Schallplattenspielern eingespielt wurde und einen Sound zwischen Clicks & Cuts und Minimal Techno präsentierte. Neben zahlreichen Tonträgern hat das IFF auch Videos, Fotografien, Bücher sowie theoretische Schriften publiziert und multimediale Veranstaltungen und Ausstellungen organisiert.

## Geschichte
Das IFF wurde – auf einen Vorschlag von Günther Zuckmayr hin – 1997 in Bad Säckingen für eine Veranstaltung in einem Club in Basel gegründet, für die das IFF Objekte, Videos, Diashows und Klangcollagen produzierte. Zwischen 1997 und 2000 veröffentlichte das IFF in schneller Folge zwei Alben, eine Projektcompilation, eine Mini-LP, eine 10″, eine Single sowie andere Werke wie Fotografien und Videos.
Mitte 1998 lud das IFF Musiker wie Thomas Brinkmann, Franz Pomassl, Farmers Manual oder Marcus Maeder zum „cd-projekt ‹institut fuer feinmotorik 1998/1999›“. Alle Interpreten erhielten „eine mit einer handgeschnitzten endlosrille versehene cd [...]. diese rille, welche durch die manuelle herstellung jeweils individuelle akustische eigenschaften besass, sollte mit einem schallplattenspieler abgenommen“ und anschließend remixt werden, ohne auf die eigentliche, digital gespeicherte Musik der CD zurückzugreifen. Die CD wurde also durch die Endlosrille wie eine Schallplatte behandelt. Die Ergebnisse dokumentierte das IFF 1999 auf einer CD, die zusätzlich mit einer solchen Endlosrille versehen ausgeliefert wurde. Ebenfalls 1999 erschien mit „Negemergenz“ auf dem nordamerikanischen Label Fusetron das erste nicht selbstverlegte Album der Gruppe.
2002 veröffentlichte die Gruppe dann auf dem Kölner Label Staubgold ihr Album „Penetrans“, das erstmals auf größeren Widerhall bei der Kritik stieß und ihr zu einer gewissen Bekanntheit verhalf. 2003 schloss sich die Kölnerin Melani Wratil als fünftes festes Mitglied der Gruppe an, 2007 allerdings verließ sie die Gruppe und widmete sich verschiedenen anderen Musikprojekten. Danach legte das IFF eine nur von zwei Singles 2004 unterbrochene musikalische Veröffentlichungspause ein. „Momentan ist für uns naheliegender, die Konfrontation mit anderen Musikern zu suchen, […]“.
Das IFF arbeitete seither vielfach in Kooperationen für Veranstaltungen. 2007 waren sie neben u. a. Elliott Sharp und John Tilbury Gast von Udo Molls Veranstaltungsreihe „catalogue of improvisation“. 2008 erarbeitete das IFF gemeinsam mit Mitgliedern des musikFabrik-Ensembles eine Improvisation anhand der Komposition „Hooloomooloo“ von Olga Neuwirth, beteiligte sich am Wiener Musiktheater Ensemble für Stadtbewohner und trat in Kollaborationen mit Stefan Schwander (Antonelli Electric) und mit Tim Elzer (Don’t Dolby) auf.
2005 erschien „Feinmotorik Kompendium – Lexikon der Feinmotorik in Alltag, Wissenschaft und Kunst“, ein Buch in Gestalt eines Lexikons mit Gastbeiträgen u. a. von Wolfgang Müller, Frieder Butzmann, Thomas Kapielski, Manuel Bonik, Knarf Rellöm, Peter Piller u. v. m.
2009 gastierten sie – wiederum zusammen mit musikFabrik-Solisten – im Rahmen des Bonner Beethovenfests in der Veranstaltung „Weg der Demokratie – 60 Jahre Bundesrepublik Deutschland (1989–1999)“ im Plenarsaal des Bundesrates. Darüber hinaus wurde eine neue Veröffentlichung angekündigt, die die Jahre 2003 bis 2008 dokumentieren sollte. Diese Veröffentlichung erschien schließlich 2011 in Form des Albums „Abgegriffen“ auf Marriage Records.
Im selben Jahr produzierten sie für den SWR das Hörspiel „Die 50 Skulpturen des Institut fuer Feinmotorik“, das später mit dem Karl-Sczuka-Preis 2011 ausgezeichnet wurde.

## Werk

Materialliste „Archivmaterial“, 1997

Einflüsse sind die Veröffentlichungen des von Wolfgang Voigt gegründeten Minimal Techno-Labels Profan sowie die Musik von Reinhard Voigt. Grundlegend ist die Ästhetik der Gruppe einem voranschreitenden Reduktionismus als Grundgedanken geschuldet, der die Produktionsmittel immer enger fasst und zu dem sich das IFF ausführlich in theoretischen Schriften auf Plattencovern, Beilagen zu Veröffentlichungen, aber auch in Artikeln für Musikzeitschriften sowie auf ihrer Website äußert. In diesem Zusammenhang spricht die Gruppe selbst von „Schwacher Musik“, einem Begriff, den Felix Klopotek erläutert: „der Trick ist, dass man den Bereich innerhalb der Beschränkung umso genauer auslotet und also die Beschränkung unterläuft“.
Ungewöhnlich ist die Produktionsweise: Ein bis vier Personen der Gruppe bedienen acht Plattenspieler, vier DJ-Mixer, einen Endmixer sowie zwei Mono-Kompressoren. Bis zur Arbeit am Album Penetrans von 1999 an arbeitete die Gruppe noch mit Schallplatten, nutzte allerdings von diesen nur Auslaufrillen, Leerrillen oder das Papier des Plattenetiketts sowie zusätzliche Aufkleber auf der Platte, danach verzichteten sie vollständig auf Vinyl und arbeiteten ausschließlich mit leeren Plattentellern.
Diese Veränderung der eigenen Arbeitsweise beschrieb das IFF selbst so: Es wird „[…] das Nutzsignal per Schallplatte zum Plattenspieler transportiert, wobei das Nutzsignal aber auf dem Weg dorthin sich mit allerlei Störsignalen vermengt. […] Zieht man nun das Nutzsignal vom Resultat ab, so erhält man das initiale Instrumentarium des Instituts für Feinmotorik. Der nächste Schritt war eine Erweiterung dieses Instrumentariums, die in der Reduktion lag – nicht mehr der Fehler des Mediums erzeugt primär den Klang, sondern das Fehlen des Mediums […].“
Seither kommen auf den Plattentellern ausschließlich andere Gegenstände wie präparierte CDs, Schleifpapier, Reißzwecken, Gummibänder, Papieraufkleber, Radiergummis usw. zum Einsatz. Diese werden so befestigt, dass sie während der Drehung des Plattentellers die Plattennadel berühren. „Der Turntable fungiert dabei quasi als "leeres Instrument", das die Schwingungen, die Knack- und Kratzgeräusche oder Vorbeischluffsounds veräußert“.
Die sich durch die Regelmäßigkeit der Drehung des Plattentellers mit 33 bzw. 45 min ergebenden Loops werden dann abgemischt. Die Struktur des Arrangements ist dabei schlicht: Ein einzelner Loop dient als Basis, weitere folgen; musikalische Originalität entsteht erst durch den Mix, in dem die Loops teils auseinander oder leicht gegeneinander verschoben laufen.
Als Klangelemente lassen sich dabei perkussive Elemente von Drones und anderen flächigen Sounds unterscheiden. Perkussive Elemente werden stets durch regelmäßige Impulse gegen die Nadel wie Schläge oder Stöße erzeugt. Sie können sich dabei im Vergleich zu notierter oder insbesondere digital programmierter Musik außerhalb von Taktgrenzen bewegen, da Plattenteller fließende Abstufungen der Drehgeschwindigkeit per Pitch ermöglichen. Flächen hingegen bedürfen eines komplexeren, „sehr labilen“ Aufbaus: „Beispielsweise spannen wir einen Gummi quer über den Plattenteller und legen die Nadel darauf. Dann justieren wir das so, dass der Gummi auf dem Teller schleift und dadurch in die Schwingung gerät, die die Nadel dann abnimmt. Etwas heikel.“. Das Arbeiten mit Flächen ist aber nicht allein in technischer, sondern auch in kompositorischer Hinsicht deutlich anspruchsvoller, „da es weniger rhythmisch ist, mehr noisy, mit vielen Pausen“. Da die Livesituation vor allem von Improvisation geprägt ist und deutlich weniger Planung erlaubt, wird daher hier stärker auf perkussive Elemente gesetzt. Dieser Beschränkung mit verstärkter Virtuosität zu entgegnen, ist jedoch keine Option für das IFF: „Die Idee ist schon, unter den Möglichkeiten zu bleiben“.
Das 2008 für die Sendung „Radio Arthur“ bei Radio LoRa produzierte fünfzehnminütige Radiostück „Radio-Imitat“, das 2010 als CD veröffentlicht wurde, weicht allerdings von der üblichen Produktionsmethode des IFF ab: Hier verwandte das IFF kurze Ausschnitte aus Radiosendungen als Vorlage des Stücks, das Strukturen und Klangästhetik großer Radiostationen zu imitieren sucht.
Zwar sieht die Gruppe die optische Originalität ihrer Methode durchaus, betont aber die Priorität der Musik. Das visuelle Element wird als nachrangig und eher riskant für den musikalischen Gehalt verstanden, was die Musiker deutlich machen, indem sie es als „Abfallprodukt“ charakterisieren. Auch die bei Liveauftritten auftretenden Begrenzungen musikalischer Art sind eher nicht erwünscht, daher ist das Verhältnis zum Liveauftritt auch eher herablassend: „Die Live-Performance ist eine Bastelei. Der Musiker-Anspruch ist dabei auch nicht so hoch, es handelt sich mehr um ein Spiel, um einen Scherz“. Dementsprechend werden selbst Eingriffe des Publikums in das Setup unter bestimmten Bedingungen als „interaktives Element“ akzeptiert.

## Rezeption
Die Musik des IFF wird ungeachtet seiner rein mechanischen Produktionsweise vor allem im Kontext elektronischer Musik zwischen Clicks & Cuts und Minimal Techno rezipiert. So schrieb Intro 2002: es „steht das Institut für Feinmotorik zwar in klanglicher Reichweite zum digital erzeugten Clicktechno unserer Tage, vertritt jedoch einen konsequent handwerklichen Ansatz“. Dies entsprach ganz der eigenen Intention: „Wir bemühen uns, die Strukturen und ästhetischen Codes digitaler/elektronischer Musik durch den Gebrauch eines wichtigen Instrumentes elektronischer Musik zu imitieren, nämlich das Equipment des DJs“, so versteht sich das IFF denn auch als „nicht anders als ein state-of-the-art PowerBook Click-Hop-Stück klingend“.
Philip Sherburne verweist darauf, dass das Arbeiten mit Plattenspielern zwar unzeitgemäß erscheinen möge, aber eine tiefreichende materialistische Tradition verkörpere, die von John Cages Imaginary Landscape No. 1 bis zu den jamaikanischen Soundsystems als Fundament der rekombinanten Hip-Hopkultur reiche.
Relativ intensiv besprochen wurde vor allem das Album „Penetrans“ von 2002. The Wire sprach in einer Kritik von „einfach rockender, ausgelassener Grooviness. Reich an synkopiertem Funk und einem Dutzend Schattierungen, summiert es sich zu einer Art Roots-Techno – dem Äquivalent des 21. Jahrhunderts zu einer Jug-Band“. Spex sah in dem Album „acht ungemein energiegeladene Tracks im Spannungsverhältnis zwischen Minimal Techno und rockenden Grooves, vom Gummibandtwist bis zum Endlosrillen-Dauerstakkato, manifestieren hiermit die Formierung eines gewissermaßen selbstständigen frischen Genres, dem des abstrakten Turntablisms […]“.
Das nordamerikanische Vice Magazine attestierte dem IFF, es „improvisiere aufregend verwickelte Muster aus Klicks und dumpfen Sounds“, es würden die „Kompositionen sich umeinander weben wie Bossa Nova und swingen wie Bassie [sic!]“. Der Falter nannte die entstehende Musik „groovigen, kratzig-hypnotischen Para-Techno“.
Angesichts des Gestus des IFF erinnert Joachim Ody 2009 daran, dass „Name und Programm der vier Künstler […] natürlich pure Ironie“ seien, „weil die Ästhetik des IFF sich dabei nicht in der Widerspiegelung einer allzu ernsthaft ausgeführten Elektroakustik-Analyse äußert“ und betont den Aspekt der „spielerischen Klangforschung“.

## Diskographie
- Archivmaterial (LP), 1997
- Untitled (10″), 1997
- Wenig Information: Kein Titel (12″), 1998
- Negemergenz (LP), 1999
- Das Manifest (7″), 2000
- Penetrans (CD/LP), 2002
- Akoasma (7″), 2004
- Original Und Fälschung (7″), 2004
- Radio Imitat (CD), 2010
- Abgegriffen (LP), 2011

Als Herausgeber:
- verschiedene: cd-projekt ‹institut fuer feinmotorik 1998/1999› (CD), 1999

## Weitere Werke
- Störungsfrei (Video), 1998
- feinmotorik kompendium (Buch), 2005, ISBN 978-3-937755-12-0.
- Radio-Imitat (Radiostück), 2008